# Klasztor karmelitów bosych w Warszawie
Klasztor karmelitów bosych w Warszawie – klasztor karmelitów bosych, znajdujący się przy ulicy Racławickiej 31 w Warszawie.

## Opis
Karmelici byli obecni w Warszawie od 1639 roku, posiadali swój klasztor przy ul. Krakowskie Przedmieście. Został skasowany przez władze rosyjskie po stłumieniu powstania styczniowego w 1864 roku – w ten sposób zakonnicy zostali ukarani za wspieranie ruchu niepodległościowego.
W 1944 roku nowy klasztor karmelicki powstał przy ul. Czeczota, a po zniszczeniu jego siedziby w czasie powstania warszawskiego zakonnicy założyli kolejny przy ul. Ursynowskiej. Od września 1947 roku karmelici zamieszkują budynek przy ul. Racławickiej 31, który jest siedzibą Kurii Prowincjonalnej Warszawskiej Prowincji Karmelitów Bosych. Obiekt ten został w niewielkim stopniu rozbudowany w 1982 roku. Składa się z budynku mieszkalnego i ogólnodostępnej kaplicy św. Józefa.